# 李承 (唐朝)
李承（722年—783年），赵州高邑县（今河北省高邑县）人，唐朝官员，李至远的孙子，国子司业李畬第二子。
李承举明经高第，官至大理评事。在安史之乱中，入仕安禄山，乱平后被贬为临川尉。擢升为监察御史，转任吏部郎中。李承廉正有雅望，以才干名显当时。曾奏请在楚州筑常丰堰拦海潮，进行屯田；又定策诛杀了割据的李希烈，受诏褒美。官至检校工部尚书、兼潭州刺史、湖南都团练观察使。建中二年（781年）七月，拜同州刺史、河中尹、晋绛都防御观察使。九月，转襄州刺史、山南东道节度观察盐铁等使。建中四年（783年）七月，卒于官任，年六十二岁，赠吏部尚书。